# Carl Warnstorf
Carl Friedrich Warnstorf (ur. 2 grudnia 1837 w Lubsku, zm. 28 lutego 1921 w Berlin-Friedenau) – niemiecki botanik, znany przede wszystkim z prac nad torfowcami.

## Życiorys
Był synem szewca. Ukończył seminarium nauczycielskie w Neuzelle. W 1861 ożenił się z Emilie Hübler. Od tego samego roku pracował jako nauczyciel w Choszcznie, a od 1867 w Neuruppin. Z powodu niewielkich środków finansowych badał głównie florę swoich okolic, przede wszystkim mszaki. 1 kwietnia 1899 otrzymał Order Korony IV klasy. W 1906 przeszedł na emeryturę i przeprowadził się w okolice Berlina. 2 grudnia 1917 przyznano mu tytuł profesora.
Większa część jego zielnika, złożonego w Berlinie i w Budapeszcie, została zniszczona podczas II wojny światowej. Zachował się jedynie jego zielnik podręczny.

## Osiągnięcia naukowe
Zajmował się florą Pomorza i Brandenburgii. Jego największym dziełem jest światowa monografia torfowców pt. Sphagnologia universalis, obejmująca 342 gatunki. Opisał nowy rodzaj błotniszek Helodium Warnst. i podniósł do obecnie przyjmowanej rangi rodzaj fałdownik Rhytidiadelphus (Limpr.) Warnst. Opisane przezeń inne rodzaje są natomiast obecnie uznawane za synonimy: Mildea Warnst. jest synonimem rodzaju Tortula Hedw., a Hyalophyllum Warnst. – Stegonia Venturi. Opisał też pewną liczbę nowych gatunków, przede wszystkim w obrębie rodzaju Sphagnum.

## Publikacje
- Kryptogamenflora der Mark Brandenburg und angrenzender Gebiete: Leber- und Torfmoose (1903)[11]
- Kryptogamenflora der Mark Brandenburg und angrenzender Gebiete: Laubmoose (1906)[12]
- Sphagnologia universalis (1911)[13]
- Pottia-Studien als Vorarbeiten zu einer Monographie des Genus Pottia Ehrh. sens. str. (1917)[14]

## Upamiętnienie
Na jego cześć nazwano rodzaj mchów Warnstorfia Loeske oraz gatunek torfowiec Warnstorfa Sphagnum warnstorfii.